# Orobanche alba
Orobanche alba là loài thực vật có hoa thuộc họ Cỏ chổi. Loài này được Stephan mô tả khoa học đầu tiên năm 1800.

## Hình ảnh

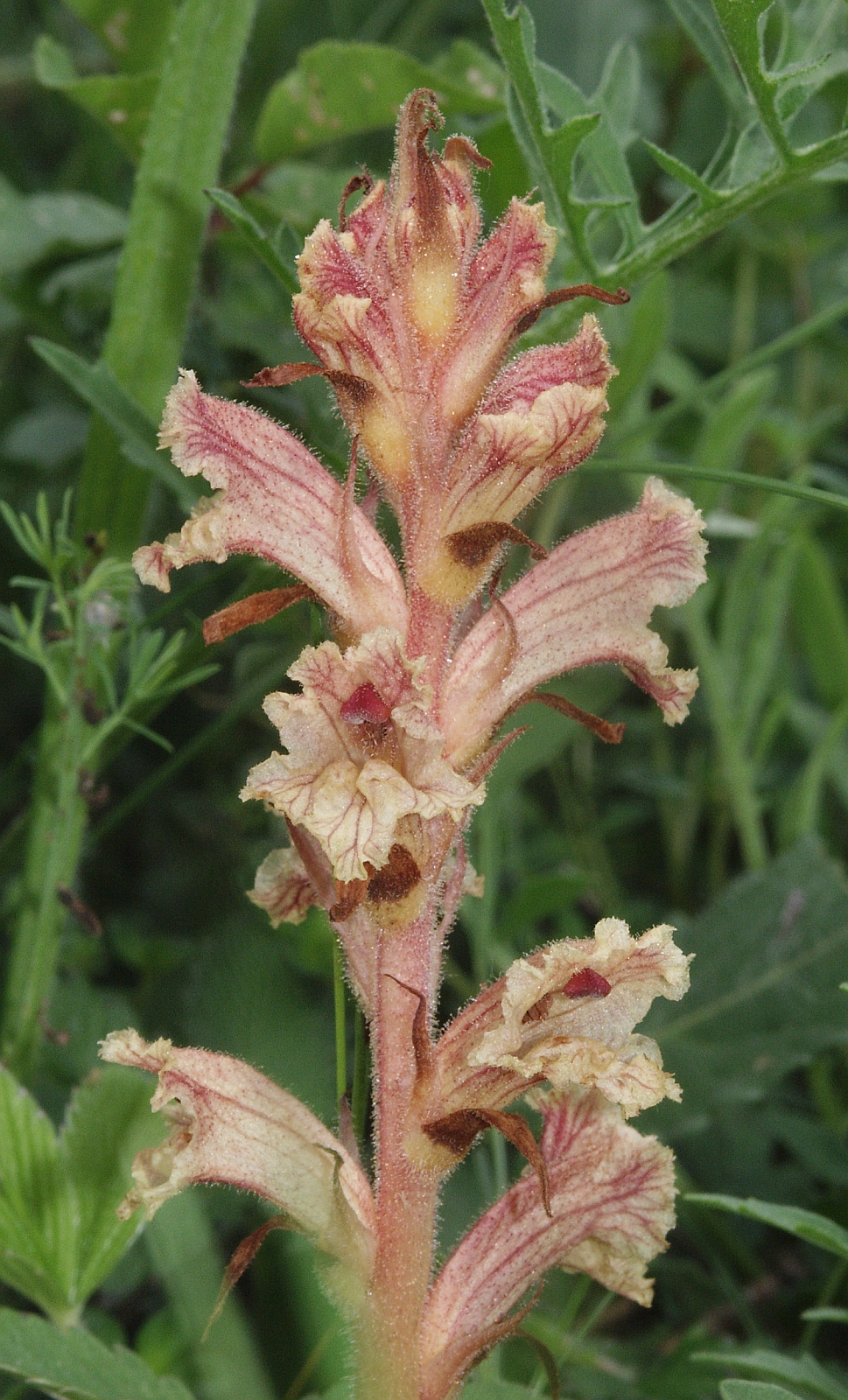
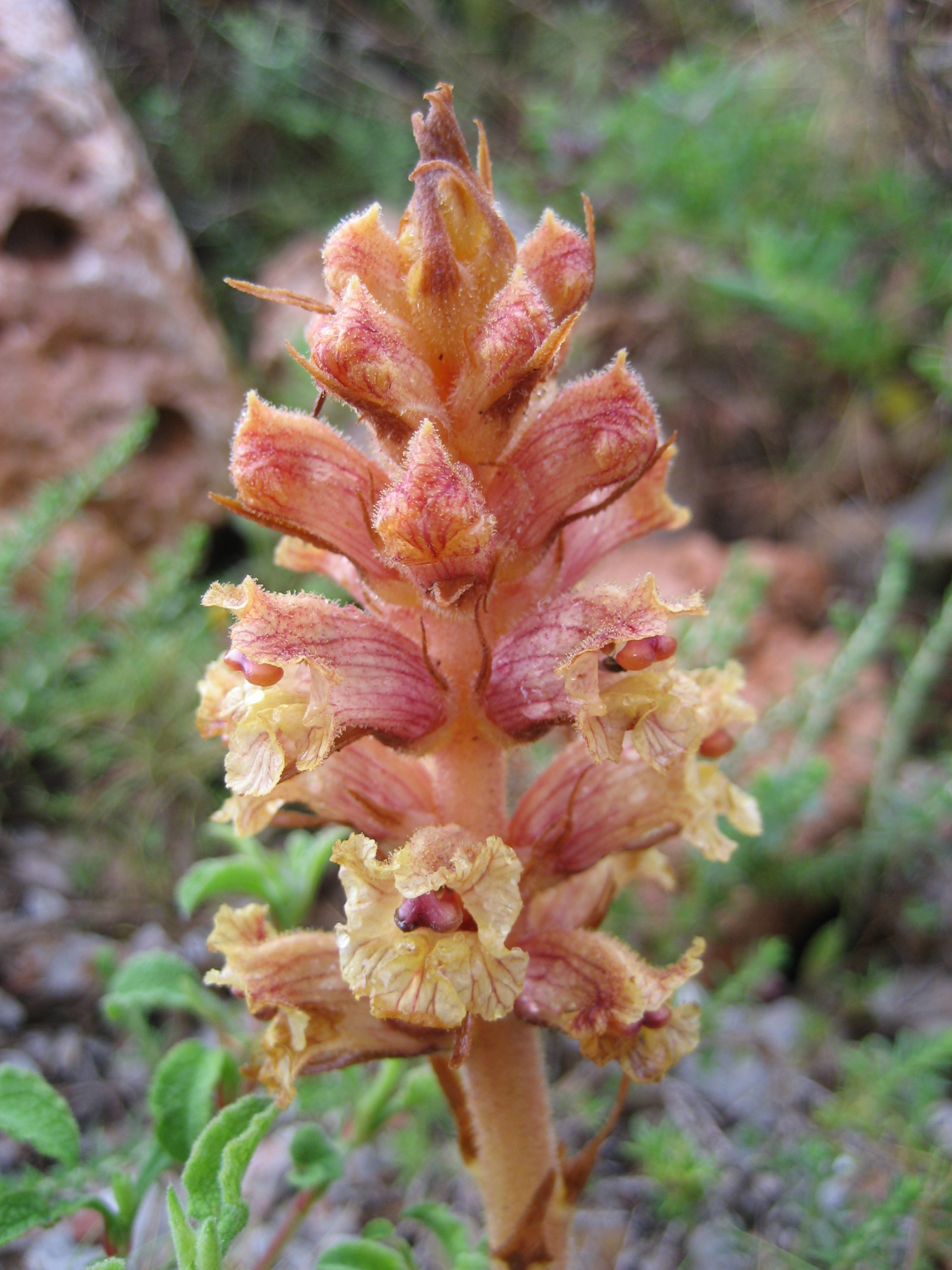
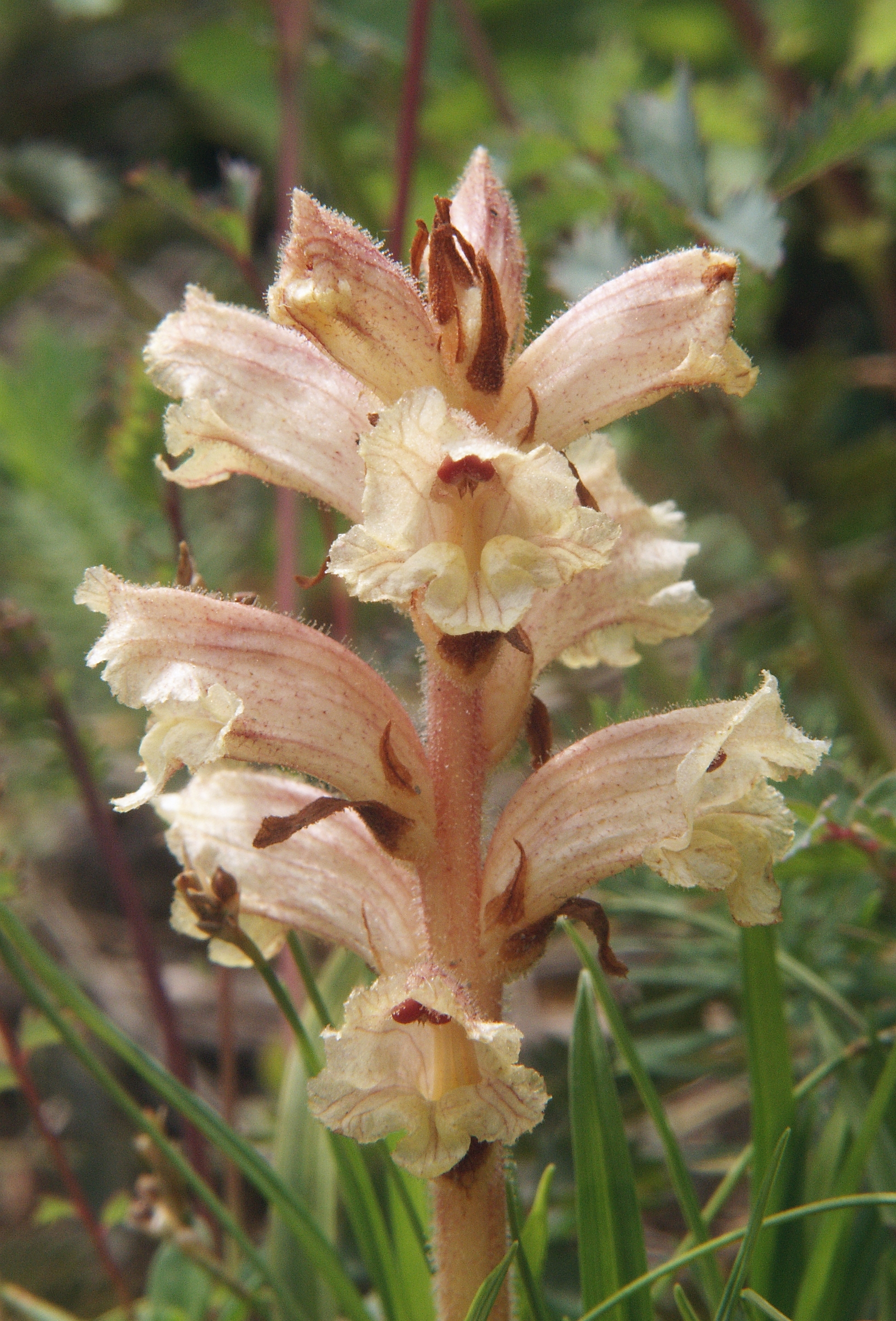
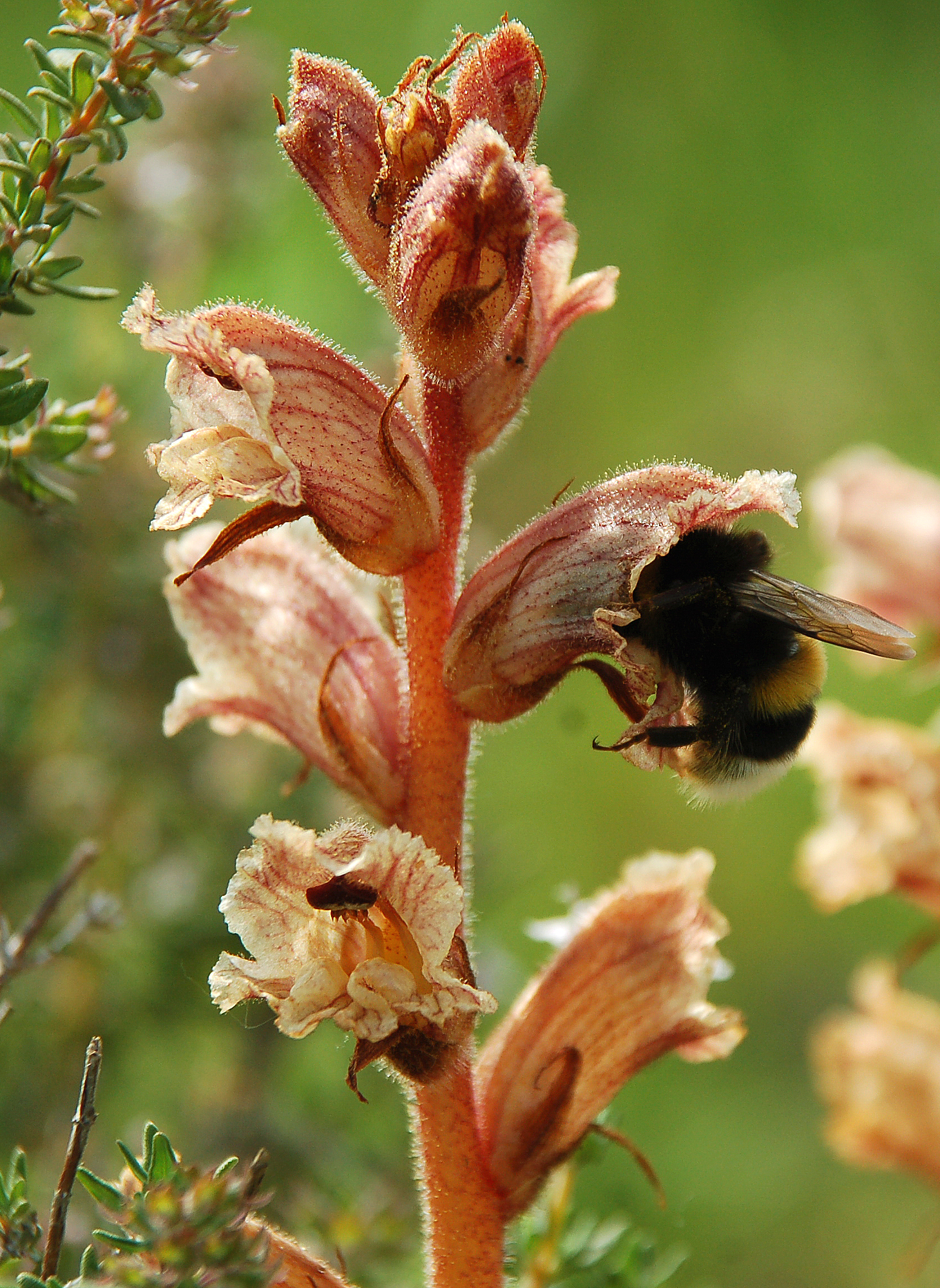